# Подрожье
Подро́жье (укр. Підріжжя) — село в Велицкой сельской общине Ковельского района Волынской области Украины.
Код КОАТУУ — 0722187801. Население по переписи 2001 года составляет 733 человека. Почтовый индекс — 45054. Телефонный код — 3352. Занимает площадь 3,36 км².